# قبس أشيب
قبس أشيب (الاسم العلمي:Phlox canescens) هو نوع من النباتات يتبع جنس القبس من الفصيلة البولامونية.